# Materialgleichungen der Elektrodynamik
| Formulierung im SI                                               | Formulierung im SI                                                    |
| ---------------------------------------------------------------- | --------------------------------------------------------------------- |
| {\displaystyle {\vec {D}}=\varepsilon _{0}{\vec {E}}+{\vec {P}}} | {\displaystyle {\vec {H}}={\frac {1}{\mu _{0}}}{\vec {B}}-{\vec {M}}} |
| … im Gauß-System                                                 |                                                                       |
| {\displaystyle {\vec {D}}={\vec {E}}+4\pi {\vec {P}}}            | {\displaystyle {\vec {H}}={\vec {B}}-4\pi {\vec {M}}}                 |
| … im Heaviside-Lorentz-System                                    |                                                                       |
| {\displaystyle {\vec {D}}={\vec {E}}+{\vec {P}}}                 | {\displaystyle {\vec {H}}={\vec {B}}-{\vec {M}}}                      |

Die Materialgleichungen beschreiben die Auswirkungen äußerer elektromagnetischer Felder auf Materie im Rahmen der Theorie der Elektrodynamik. Sie bestehen für ruhende Medien aus den (je nach Größen- und Einheitensystem unterschiedlich formulierten) Gleichungen, die die mikroskopischen mit den makroskopischen Maxwell-Gleichungen verknüpfen, und den unten aufgeführten Materialabhängigkeiten für die Polarisation {\displaystyle {\vec {P}}} und Magnetisierung {\displaystyle {\vec {M}}}, die in einer häufig anzutreffenden genäherten Form und einer allgemeineren Form ausgedrückt werden können.
Die elektrische Flussdichte {\displaystyle {\vec {D}}} und die magnetische Feldstärke (auch: „magnetische Erregung“) {\displaystyle {\vec {H}}} sind dabei nur Hilfsfelder, die eingeführt wurden, um die Struktur der Maxwellgleichungen des Vakuums auch in Materie aufrechterhalten zu können. Die physikalisch relevanten Messgrößen sind die elektrische Feldstärke {\displaystyle {\vec {E}}} und die magnetische Flussdichte {\displaystyle {\vec {B}}}. Sie sind definiert durch die Kraft, die auf eine elektrische Ladung ausgeübt wird.

## Herleitung und Erläuterung
Hinweis: Im Folgenden wird durchgehend das internationale Einheitensystem verwendet; im gaußschen Größen- und Einheitensystem und im Heaviside-Lorentz-System haben die Gleichungen teilweise andere Formen.
Die Materialgleichungen entstehen aus den mikroskopischen Maxwell-Gleichungen durch folgenden Ansatz:
1. Ladungen werden als Summe von freien und elektrisch induzierten Ladungen (Polarisationsladungen) betrachtet. Polarisationsladungen sind Quellen des Polarisationsfeldes. (Magnetisch induzierte Ladungen treten nicht auf.)
2. Ströme werden als Summe von freien und elektrisch bzw. magnetisch induzierten Strömen betrachtet. Änderungen des Polarisationsfeldes oder Wirbel im Magnetisierungsfeld bewirken induzierte Ströme.

Die folgenden makroskopischen Maxwellgleichungen enthalten nur gemittelte Größen, d. h. lokal können die Größen davon abweichen. Eine makroskopische Messung bedeutet immer eine Mittelung sowohl über den Ort als auch über die Zeit (mikroskopische Fluktuationen werden geglättet). Diese experimentelle Unzulänglichkeit rechtfertigt den Ansatz, nur gemittelte Größen zu verwenden. Im Folgenden wird von den mikroskopischen Gleichungen ausgegangen und dann auf die makroskopischen Gleichungen geschlossen, ohne die Mittelungsprozesse explizit anzugeben. Eine mögliche Mittelung sieht wie folgt aus (räumliche Mittelung):
{\displaystyle {\overline {u\left({\vec {r}},t\right)}}={\frac {1}{V}}\int \limits _{V}{u\left({\vec {r}}+{\vec {r}}\,',t\right)\mathrm {d} }^{3}r'}
{\displaystyle u\left({\vec {r}},t\right)} sei die mikroskopische Größe (kann Skalar, wie Ladungsdichte, oder Vektor, wie elektrisches Feld, sein). Man integriert die Größe über ein Raumvolumen {\displaystyle V} um {\displaystyle {\vec {r}}}, das mikroskopisch groß, makroskopisch aber klein ist. Ein Volumen von (1/10 mm)3 enthält eine riesige Zahl von Teilchen (Größenordnung 1016 Teilchen). Bei solch großen Teilchenzahlen werden bei der rein räumlichen Mittelung auch die zeitlichen Fluktuationen geglättet.
Zu beachten ist, dass die makroskopischen Maxwellgleichungen nicht lorentzkovariant formulierbar sind, da sie nur in dem Inertialsystem gelten, in dem die Materie im Mittel ruht.
Aus den Maxwellschen Gleichungen gelten das Induktionsgesetz und das magnetische Monopolverbot unverändert in Materie weiter (hier mit gemittelten Feldern):
{\displaystyle {\vec {\nabla }}\times {\vec {E}}=-{\frac {\partial }{\partial t}}{\vec {B}}}     und     {\displaystyle {\vec {\nabla }}\cdot {\vec {B}}=0}

### Gaußsches Gesetz: Elektrische Flussdichte
Materie besteht meist aus mehr oder weniger beweglichen, elektrisch geladenen Teilchen (Ladungen). Diese können z. B. die negativ geladenen Elektronen der Atomhülle und die positiv geladenen Kerne der Materie bildenden Atome sein.
Ein elektrisches Feld {\displaystyle {\vec {E}}} bewirkt auf diese eine elektrische Kraft, welche die jeweils entgegengesetzten Ladungen aus ihren Gleichgewichtspositionen gegeneinander verschiebt. Das Material wird dadurch polarisiert (es entstehen Dipol- und höhere Momente) und erzeugt so seinerseits ein elektrisches Feld, das sich mit dem äußeren überlagert. Die Quellen des resultierenden E-Feldes sind die freien Ladungen (auch Überschussladungen genannt, wie zum Beispiel die quasi-freien Leitungselektronen eines metallischen Leiters, erzeugen das externe elektrische Feld) und die gebundenen Ladungen (auch Polarisationsladungen). Die Gesamtladungsdichte ist also {\displaystyle \rho =\rho _{\text{frei}}+\rho _{\text{P}}}.
{\displaystyle \varepsilon _{0}{\vec {\nabla }}\cdot {\vec {E}}=\rho _{\text{frei}}+\rho _{\text{P}}}
Man führt die Polarisation {\displaystyle {\vec {P}}} als Dipoldichte (mittleres elektrisches Dipolmoment pro Volumen) ein, deren Quellen die Polarisationsladungen sind. Die Summe über Polarisationsladungen eines Körpers ergibt Null, deswegen auch neutraler Anteil. Lokal ist jedoch die Ladungsverteilung von Null verschieden, insbesondere an der Oberfläche des Körpers (Oberflächenladungsdichte):
{\displaystyle \rho _{\text{P}}=-{\vec {\nabla }}\cdot {\vec {P}}}
Die Polarisation bewirkt ein zusätzliches inneres elektrisches Feld {\displaystyle {\vec {E}}_{\text{P}}=-{\vec {P}}/\varepsilon _{0}}, das sich mit dem äußeren, von den freien Ladungen erzeugten, Feld {\displaystyle {\vec {E}}_{\text{frei}}} überlagert: {\displaystyle {\vec {E}}={\vec {E}}_{\text{frei}}+{\vec {E}}_{\text{P}}}. Man beschränkt sich im Folgenden auf das äußere Feld: {\displaystyle {\vec {E}}_{\text{frei}}={\vec {E}}-{\vec {E}}_{\text{P}}={\vec {E}}+{\vec {P}}/\varepsilon _{0}}. Die Größe {\displaystyle {\vec {P}}/\varepsilon _{0}} wird Elektrisierung genannt.
Die makroskopische Maxwellgleichung erhält als Quellen nur noch die freien Ladungen:
{\displaystyle {\vec {\nabla }}\cdot \underbrace {\left(\varepsilon _{0}{\vec {E}}+{\vec {P}}\right)} _{\vec {D}}=\rho _{\text{frei}}\quad \Rightarrow \quad {\vec {\nabla }}\cdot {\vec {D}}=\rho _{\text{frei}}}
Aus der Überlagerung von elektrischem Feld und Polarisationsfeld entsteht das dielektrische Verschiebungsfeld oder elektrische Flussdichte {\displaystyle {\vec {D}}}:
{\displaystyle {\vec {D}}=\varepsilon _{0}{\vec {E}}+{\vec {P}}}

### Durchflutungsgesetz: Magnetische Feldstärke
Elektronen, Atomkerne und die aus diesen zusammengesetzten Atome und Moleküle tragen jeweils magnetische Momente, vergleichbar atomar kleiner Magneten (Klassische Veranschaulichung mit Bohrschen Atommodell: Atomelektronen bewegen sich auf stationären Kreisbahnen um den Kern. Dieser Kreisstrom erzeugt ein magnetisches Moment senkrecht zur Bahnebene.) Die Orientierungen der Momente sind ohne äußeres Feld statistisch verteilt und kompensieren sich im Mittel. Sie können aber durch eine äußere magnetische Induktion ausgerichtet werden, wodurch ein zusätzliches inneres Feld entsteht, das sich mit dem äußeren überlagert: Das Material magnetisiert.
Ein äußeres Magnetfeld (genauer: magnetische Flussdichte) {\displaystyle {\vec {B}}} erzeugt also neben freien Strömen {\displaystyle {\vec {J}}_{\text{frei}}} aus nicht gebundenen Ladungsträgern, wie zum Beispiel den quasi-freien Leitungselektronen eines metallischen Leiters, auch Magnetisierungsströme gebundener Ladungsträger {\displaystyle {\vec {J}}_{\text{M}}}. Diese wiederum erzeugen das makroskopische Magnetisierungsfeld {\displaystyle {\vec {M}}}, das ein mittleres magnetisches Dipolmoment pro Volumen darstellt:
{\displaystyle {\vec {J}}_{\text{M}}={\vec {\nabla }}\times {\vec {M}}}
Ferner existieren sogenannte Polarisationsströme, die von einer sich zeitlich ändernden elektrischen Polarisation {\displaystyle {\vec {P}}} herrühren (elektrisch induzierter Strom):
{\displaystyle {\vec {J}}_{\text{P}}={\frac {\partial {\vec {P}}}{\partial t}}}
Die Gesamtstromdichte {\displaystyle {\vec {J}}} setzt sich also aus drei Komponenten zusammen, die alle gemeinsam mit dem äußeren Magnetfeld gekoppelt sind:
{\displaystyle {\vec {J}}={\vec {J}}_{\text{frei}}+{\vec {J}}_{\text{M}}+{\vec {J}}_{\text{P}}}
Das Durchflutungsgesetz lautet damit zunächst:
{\displaystyle {\frac {1}{\mu _{0}}}{\vec {\nabla }}\times {\vec {B}}={\vec {J}}_{\text{frei}}+{\vec {J}}_{\text{M}}+{\vec {J}}_{\text{P}}+\varepsilon _{0}{\frac {\partial {\vec {E}}}{\partial t}}}
Dies ergibt die makroskopische Maxwellgleichung:
{\displaystyle {\vec {\nabla }}\times \underbrace {\left({\frac {1}{\mu _{0}}}{\vec {B}}-{\vec {M}}\right)} _{\vec {H}}={\vec {J}}_{\text{frei}}+{\frac {\partial }{\partial t}}\underbrace {\left(\varepsilon _{0}{\vec {E}}+{\vec {P}}\right)} _{\vec {D}}\quad \Rightarrow \quad {\vec {\nabla }}\times {\vec {H}}={\vec {J}}_{\text{frei}}+{\frac {\partial }{\partial t}}{\vec {D}}}
Aus der Überlagerung von äußerem Magnetfeld und Magnetisierungsfeld entsteht das magnetische Feld {\displaystyle {\vec {H}}}, auch magnetische Feldstärke (oder: magnetische Erregung) genannt:
{\displaystyle {\vec {H}}={\frac {1}{\mu _{0}}}{\vec {B}}-{\vec {M}}}
Die Größe {\displaystyle \mu _{0}{\vec {M}}} wird magnetische Polarisation genannt.

### Stromdichte und Leitfähigkeit
Ein elektrisches Feld treibt in elektrischen Leitern einen Fluss der freien Ladungsträger, den elektrischen Strom, an. Die elektrische Stromdichte {\displaystyle {\vec {J}}} wird durch die elektrische Leitfähigkeit {\displaystyle \sigma } bestimmt.

## Materialabhängigkeiten

### Allgemeine Form
Die Polarisation und Magnetisierung hängt von der mikroskopischen Struktur des Materials ab. Für eine genaue Betrachtung müsste man die Quantenmechanik bzw. Quantenstatistik heranziehen. In der Elektrodynamik verwendet man eher phänomenologische Ansätze, die mit dem Experiment abgestimmt werden.
Im Allgemeinen sind Polarisation und Magnetisierung Funktionale der Felder, bei leitfähigen Materialien auch die Stromdichte:
{\displaystyle {\vec {P}}({\vec {r}},t)=P\left[{\vec {E}}({\vec {r}}\,',t\,')\right]\,,\quad {\vec {M}}({\vec {r}},t)=M\left[{\vec {B}}({\vec {r}}\,',t\,')\right]\,,\quad {\vec {J}}({\vec {r}},t)=J\left[{\vec {E}}({\vec {r}}\,',t\,')\right]}
dabei muss aus Kausalitätsgründen stets {\displaystyle t\geq t\,'} gelten.
Die Materialabhängigkeit der Polarisation {\displaystyle {\vec {P}}} wird durch die elektrische Suszeptibilität {\displaystyle {\hat {\chi }}_{\mathrm {e} }} beschrieben: 
{\displaystyle {\vec {P}}({\vec {r}},t)=\varepsilon _{0}\int \mathrm {d} ^{3}{\vec {r}}\,'\int _{-\infty }^{t}\mathrm {d} t\,'\;{\hat {\chi }}_{\mathrm {e} }({\vec {r}},{\vec {r}}\,',t,t\,';{\vec {E}})\,{\vec {E}}({\vec {r}}\,',t\,')}
Die Materialabhängigkeit der Magnetisierung {\displaystyle {\vec {M}}} wird durch eine Größe {\displaystyle {\hat {\zeta }}_{\mathrm {m} }} beschrieben, die analog zur elektrischen Suszeptibilität ist:
{\displaystyle {\vec {M}}({\vec {r}},t)={\frac {1}{\mu _{0}}}\int \mathrm {d} ^{3}{\vec {r}}\,'\int _{-\infty }^{t}\mathrm {d} t\,'\;{\hat {\zeta }}_{\mathrm {m} }({\vec {r}},{\vec {r}}\,',t,t\,';{\vec {B}})\,{\vec {B}}({\vec {r}}\,',t\,')}
Als „magnetische Suszeptibilität“ wird jedoch normgerecht nicht die Größe {\displaystyle {\hat {\zeta }}_{\mathrm {m} }} bezeichnet (obwohl dies für den allgemeinen Fall physikalisch sinnvoller wäre), sondern die etwas anders definierte Größe {\displaystyle {\hat {\chi }}_{\mathrm {m} }=1/(1-{\hat {\zeta }}_{\mathrm {m} })-1}. Siehe hierzu die Erläuterungen zur vereinfachten Form weiter unten.
Für Materialien, die elektrischen Strom leiten, gilt das verallgemeinerte ohmsche Gesetz mit der elektrischen Leitfähigkeit {\displaystyle {\hat {\sigma }}}:
{\displaystyle {\vec {J}}({\vec {r}},t)=\int \mathrm {d} ^{3}{\vec {r}}\,'\int _{-\infty }^{t}\mathrm {d} t\,'\;{\hat {\sigma }}({\vec {r}},{\vec {r}}\,',t,t\,';{\vec {E}})\,{\vec {E}}({\vec {r}}\,',t\,')}
Unter Zeitumkehr sind {\displaystyle {\vec {P}}} und {\displaystyle {\vec {E}}} gerade, aber {\displaystyle {\vec {M}}}, {\displaystyle {\vec {B}}} und {\displaystyle {\vec {J}}} ungerade. Polarisation und Magnetisierung sind also mit Zeitumkehr verträglich und beschreiben somit umkehrbare Prozesse. Das ohmsche Gesetz ist nicht invariant unter Zeitumkehr und beschreibt somit irreversible Prozesse: Die Feldenergie des elektrischen Feldes geht über in Bewegungsenergie der Ladungen, die teilweise durch Stöße auf das Material als Joulesche Wärme übertragen wird. Dies führt zu einer Erhöhung der Entropie des Materials und diese ist nach dem 2. Hauptsatz der Thermodynamik nicht umkehrbar.
Diese allgemeinen Materialabhängigkeiten sind für nichtlineare, anisotrope sowie räumlich und zeitlich inhomogene Medien gültig.
- Nichtlineares Verhalten des Mediums bedeutet die Abhängigkeit der Suszeptibilitäten von den Feldern {\displaystyle {\vec {E}}} bzw. {\displaystyle {\vec {B}}}, siehe auch nichtlineare Optik
- Ist das Medium anisotrop, müssen die Suszeptibilitäten als Tensoren aufgefasst werden (zum Beispiel in Kristallen).
- Hängt die Reaktion des Mediums nicht nur vom Beobachtungszeitpunkt {\displaystyle t}, sondern auch von der Geschichte des Materials ab, also einem vorherigen Zeitpunkt {\displaystyle t'}, so handelt es sich um zeitliche Inhomogenität (siehe auch Hysterese).
- Räumliche Inhomogenität bedeutet, dass die Reaktion des Mediums nicht überall gleich ist, sondern sich von Punkt zu Punkt ändern kann (zum Beispiel Material mit weissschen Bezirken (Magnetismus), Schichtstrukturen, streng genommen aber jedes räumlich begrenzte Material).
- Zeitliche Abhängigkeit führt zur Dispersion.

### Vereinfachte Form
In vielen Anwendungsfällen lassen sich aber Näherungen für diese komplexen Zusammenhänge rechtfertigen, und man findet oft die folgende vereinfachte Darstellung für lineare, räumlich und zeitlich homogene Medien:
{\displaystyle {\vec {D}}=\varepsilon {\vec {E}}}
{\displaystyle {\vec {H}}={\frac {1}{\mu }}{\vec {B}}}
{\displaystyle {\vec {J}}=\sigma {\vec {E}}}
Die letzte Gleichung stellt das ohmsche Gesetz mit der elektrischen Leitfähigkeit {\displaystyle \sigma } dar.
In aller Regel lässt sich aber zumindest die zeitliche Abhängigkeit (Frequenz-Dispersion) nicht vernachlässigen, so dass die Größen {\displaystyle \varepsilon ,\mu ,\sigma } i. A. Funktionen der Frequenz der entsprechenden elektromagnetischen Felder sind. Ferner haben diese Größen in nicht-isotropen Medien Tensorcharakter.

#### Erläuterung
Die Materialabhängigkeit der Polarisation {\displaystyle {\vec {P}}} wird durch die elektrische Suszeptibilität {\displaystyle \chi _{\mathrm {e} }} beschrieben. In der linearen, homogenen Näherung entfällt dabei das Integral, und der Zusammenhang vereinfacht sich zu einer Multiplikation:
{\displaystyle {\vec {P}}=\varepsilon _{0}\chi _{e}{\vec {E}}}
ergibt eingesetzt:
{\displaystyle {\vec {D}}=\varepsilon _{0}{\vec {E}}+{\vec {P}}=\varepsilon _{0}\underbrace {\left(1+\chi _{e}\right)} _{\varepsilon _{r}}{\vec {E}}=\underbrace {\varepsilon _{0}\varepsilon _{r}} _{\varepsilon }{\vec {E}}=\varepsilon {\vec {E}}}.
{\displaystyle \varepsilon =\varepsilon _{0}\varepsilon _{r}\,}  ist die Permittivität und  {\displaystyle \varepsilon _{r}=1+\chi _{e}\,}  ist die Permittivitätszahl (relative Permittivität).
Analog zum elektrischen Fall wird die Materialabhängigkeit der Magnetisierung {\displaystyle {\vec {M}}} durch einen Parameter {\displaystyle \zeta _{\mathrm {m} }} beschrieben. Wieder vereinfacht sich der Zusammenhang in der Näherung:
{\displaystyle {\vec {M}}={\frac {1}{\mu _{0}}}\zeta _{\mathrm {m} }{\vec {B}}}
ergibt eingesetzt:
{\displaystyle {\vec {H}}={\frac {1}{\mu _{0}}}{\vec {B}}-{\vec {M}}={\frac {1}{\mu _{0}}}\underbrace {\left(1-\zeta _{\mathrm {m} }\right)} _{1/\mu _{r}}{\vec {B}}={\frac {1}{\mu _{0}\mu _{r}}}{\vec {B}}={\frac {1}{\mu }}{\vec {B}}}.
Aus historischen Gründen findet man jedoch häufiger
{\displaystyle {\vec {B}}=\mu _{0}\left({\vec {H}}+{\vec {M}}\right)=\mu _{0}\underbrace {\left(1+\chi _{\mathrm {m} }\right)} _{\mu _{r}}{\vec {H}}=\underbrace {\mu _{0}\mu _{r}} _{\mu }{\vec {H}}=\mu {\vec {H}}}
{\displaystyle \mu =\mu _{0}\mu _{r}\,} ist die Permeabilität und {\displaystyle \,\mu _{r}=1+\chi _{m}\,} ist die Permeabilitätszahl (relative Permeabilität).
{\displaystyle \chi _{\mathrm {m} }} (und nicht {\displaystyle \zeta _{\mathrm {m} }}) bezeichnet man als magnetische Suszeptibilität. Zwischen beiden Werten besteht die Beziehung {\displaystyle (1-\zeta _{\mathrm {m} })\cdot (1+\chi _{\mathrm {m} })=1}. Für kleine Werte gilt {\displaystyle \zeta _{\mathrm {m} }\approx \chi _{\mathrm {m} }}.

## Materialgleichungen in bewegten Medien
Liegt eine konstante Relativbewegung zwischen einem Beobachter und dem umgebenden, linearen, isotropen und homogenen Medium vor, mit den Stoffkonstanten {\displaystyle \mu '=\mu '_{r}\mu _{0}}  und {\displaystyle \varepsilon '=\varepsilon '_{r}\varepsilon _{0}}, müssen die Materialgleichungen erweitert werden um der Konstantheit der Vakuumlichtgeschwindigkeit {\displaystyle c_{0}} zwischen verschiedenen Inertialsystemen Rechnung zu tragen. Im Gegensatz zu den Maxwellschen Gleichungen sind die Materialgleichungen nicht invariant gegenüber der Lorentz-Transformation. Die gestrichenen Stoffkonstanten beziehen sich dabei auf das bewegte System, aus Sicht des ruhenden Beobachters.
Die beteiligten Feldgrößen werden in zwei Komponenten aufgespalten: Sei {\displaystyle {\vec {F}}} eine allgemeine Feldgröße, so bezeichnet {\displaystyle {\vec {F}}_{\bot }} jene Feldkomponente, welche normal zu dem Geschwindigkeitsvektor {\displaystyle {\vec {v}}} steht. {\displaystyle {\vec {F}}_{\|}} beschreibt jenen Anteil, welcher parallel zum Geschwindigkeitsvektor {\displaystyle {\vec {v}}} steht. Damit ergibt sich für die Feldkomponenten parallel zur Bewegung:
{\displaystyle {\vec {D}}_{\|}=\varepsilon '{\vec {E}}_{\|}}
{\displaystyle {\vec {H}}_{\|}={\frac {1}{\mu '}}{\vec {B}}_{\|}}
Für die Normalkomponenten ergeben sich kompliziertere Ausdrücke:
{\displaystyle {\vec {D_{\bot }}}=\varepsilon '{\frac {\gamma ^{2}}{n^{2}}}\left((n^{2}-\beta ^{2}){\vec {E_{\bot }}}+(n^{2}-1){\vec {v}}\times {\vec {B}}\right)}
{\displaystyle {\vec {H_{\bot }}}={\frac {\gamma ^{2}}{\mu '}}\left((1-n^{2}\beta ^{2}){\vec {B_{\bot }}}+(n^{2}-1){\frac {{\vec {v}}\times {\vec {E}}}{c_{0}^{2}}}\right)}
mit den Abkürzungen:
{\displaystyle \beta ={\frac {v}{c_{0}}}},
{\displaystyle \gamma ={\frac {1}{\sqrt {1-\beta ^{2}}}}},
und dem Brechungsindex n: 
{\displaystyle n=c_{0}{\sqrt {\mu '\varepsilon '}}\,}.
Zu beachten ist, dass bei bewegten Medien, selbst bei isotropen Medien, die Vektoren {\displaystyle {\vec {D}}} und {\displaystyle {\vec {E}}} sowie {\displaystyle {\vec {H}}} und {\displaystyle {\vec {B}}} nicht mehr parallel zueinander stehen.
Als Sonderfall, bei n = 1 als auch bei dem Betrag der relativen Geschwindigkeit von v = 0, verschwinden die zusätzlichen Terme aus obigen Gleichungen, und es ergeben sich die in der Einleitung dargestellten Beziehungen.